# Michael Zimmermann (Diplomat)

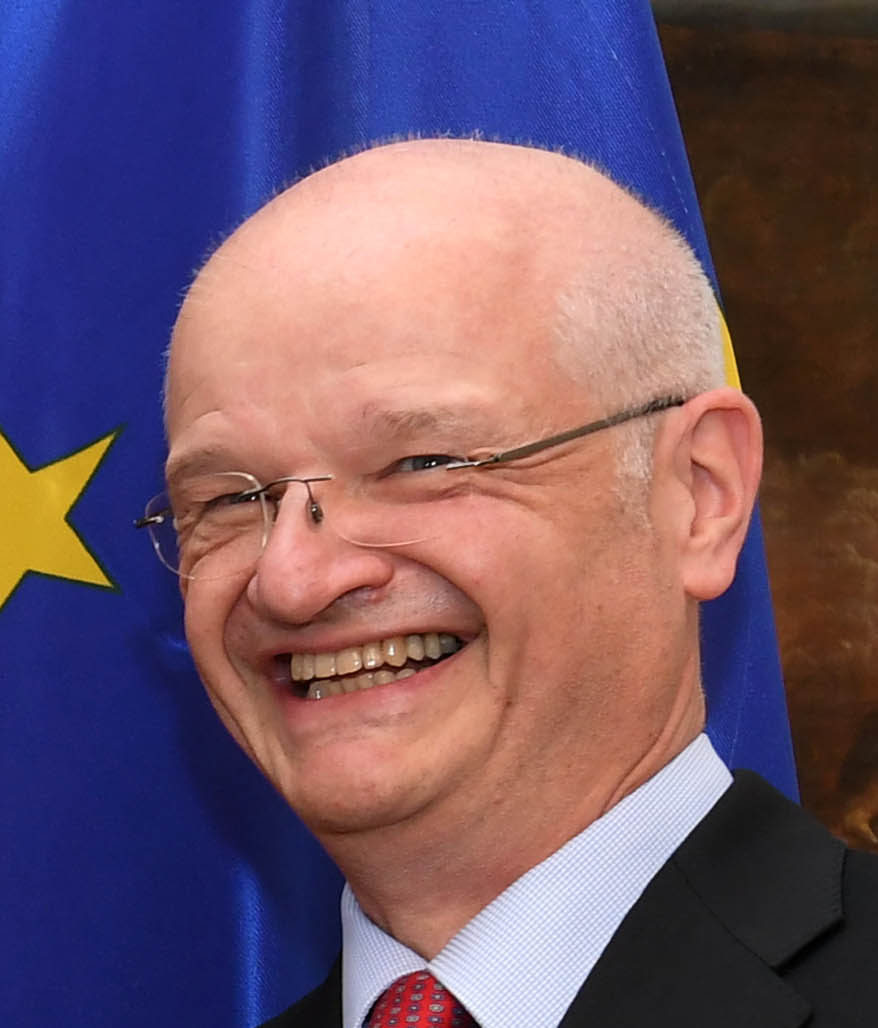
Michael Zimmermann (2017)

Michael Zimmermann (* 1958 in Villach) ist ein österreichischer Botschafter.

## Leben
Er studierte Rechtswissenschaften an der Universität Wien, wo er 1981 zum Doktor der Rechte promoviert wurde. Von 1981 bis 1983 absolvierte er die Diplomatische Akademie Wien und trat 1983 in den diplomatischen Dienst ein. Von 1986 bis 1990 war er der Österreichischen Botschaft Tokio zugeteilt. Anschließend leitete er das Österreichische Kulturinstitut in Teheran. 1995 bis 1999 war er Kabinettschef der Staatssekretärin Benita Ferrero-Waldner, danach Direktor des Österreichischen Kulturinstituts in London. 2004 und 2005 war er Kabinettschef der Außenministerinnen Benita Ferrero-Waldner und Ursula Plassnik, von 2005 bis 2009 leitete er das Immobilienmanagement des Außenministeriums.
Von 2009 bis 2014 war er Botschafter in Ungarn, danach Leiter der Personal- und  Infrastruktursektion im österreichischen Außenministerium. Von August 2018 bis Juli 2023 war er österreichischer Botschafter im Vereinigten Königreich. Seit 2024 ist er Leiter des Lehrstuhls Diplomatie I der Andrássy Universität Budapest.
Er ist Honorary Fellow von Clare Hall, University of Cambridge und Mitglied der Studentenverbindung AV Edo-Rhenania Tokio.